# Blackburn North
Blackburn North is een voorstad van Melbourne in de Australische deelstaat Victoria. Bij de telling van 2016 had Blackburn North 7436 inwoners.